# Saulzet-le-Froid
Saulzet-le-Froid är en kommun i departementet Puy-de-Dôme i regionen Auvergne-Rhône-Alpes i centrala Frankrike. Kommunen ligger i kantonen Saint-Amant-Tallende som tillhör arrondissementet Clermont-Ferrand. År 2022 hade Saulzet-le-Froid 287 invånare.

## Befolkningsutveckling
Antalet invånare i kommunen Saulzet-le-Froid
| Referens: INSEE |